# Земенштет
Земенштет (њем. Semmenstedt) општина је у њемачкој савезној држави Доња Саксонија. Једно је од 37 општинских средишта округа Волфенбител. Према процјени из 2010. у општини је живјело 660 становника. Посједује регионалну шифру (AGS) 3158029.

## Географски и демографски подаци
Земенштет се налази у савезној држави Доња Саксонија у округу Волфенбител. Општина се налази на надморској висини од 106 метара. Површина општине износи 11,7 km². У самом мјесту је, према процјени из 2010. године, живјело 660 становника. Просјечна густина становништва износи 56 становника/km².